# 布尔什维克党（北库尔德斯坦—土耳其）
布尔什维克党（北库尔德斯坦—土耳其）（土耳其语：Bolşevik Partisi (Küzey Kürdistan-Türkiye)，缩写为BP(KK-T)）是土耳其的一个秘密的共产主义政党。1981年，土耳其共产党/马列的一些成员脱党另行组建该党。虽然该党的名称中带有“北库尔德斯坦”字样，但该党并不是一个以库尔德人为主的组织。

## 历史
土耳其共产党/马列成立于1972年，是一个由工人和农民组成的革命政党。1971年后，土耳其政府镇压在土耳其的共产主义运动，该党党员陆续被逮捕，党首最终于1973年因为酷刑卒于狱中。
1973年至1978年，该党重新组建。1978年，第一次党代会召开。1981年，第二次党代表会召开。1978年至1981年，党内深入参与意识形态的讨论，同时在德国和奥地利举行，布尔什维克和孟什维克是讨论重点。

## 法令
该组织实行民主集中制原则，有党员、党的纪律和金融资源分配等条例。

## 活动
布尔什维克党的最终目标是在土耳其进行革命，然而该党从来都没有能力达到这个目标，其政治活动仅限于组织示威游行，并进行宣传。
该党是马列主义政党和组织国际会议 (国际通讯)的成员。
该党特别重视妇女的加入。
该党党员被捕后进行绝食抗议。

## 党媒
该党有3个出版物，《布尔什维克党人》、《库尔德人》和《布尔什维克革命》。